# Paperino (periodico)
Paperino è una rivista di fumetti pubblicata dal 1976 con diverse testate e composta da due serie dedicate alle storie di Paperino e di altri personaggi della Disney.
La prima serie, intitolata Super Almanacco Paperino, fu pubblicata dall'Arnoldo Mondadori Editore fino al 1980 mentre la seconda, inizialmente omonima, dopo diversi cambi di nome assunse nel 1995 la denominazione definitiva di Paperino; fu pubblicata dalla Mondadori fino al 1988 e poi dalla Walt Disney Company Italia fino al 2013 quando venne rilevata dalla Panini Comics superando, nel 2022, i 500 numeri pubblicati.

## Storia editoriale

### Prima serie
La prima serie intitolata Super Almanacco Paperino venne edita dalla Arnoldo Mondadori Editore da dicembre 1976 a maggio 1980 per 17 numeri come supplemento di altre testate della Mondadori e senza una periodicità predefinita e pubblicava prevalentemente storie classiche di Carl Barks. 
Numeri
| N. | Mese/anno      | Supplemento a                                     |
| -- | -------------- | ------------------------------------------------- |
| 1  | dicembre 1976  | Almanacco Topolino (n. 240, dicembre 1976)        |
| 2  | aprile 1977    | Topolino (n. 1114, 3 aprile 1977)                 |
| 3  | giugno 1977    | Almanacco Topolino (n. 246, giugno 1977)          |
| 4  | novembre 1977  | Gli Albi di Topolino (n. 1203, 27 novembre 1977)  |
| 5  | marzo 1978     | Almanacco Topolino (n. 255, 8 marzo 1978)         |
| 6  | maggio 1978    | Topolino (n. 1174, 28 maggio 1978)                |
| 7  | luglio 1978    | Gli Albi di Topolino (n. 1234, 2 luglio 1978)     |
| 8  | dicembre 1978  | I Classici di Walt Disney (n. 24, dicembre 1978)  |
| 9  | aprile 1979    | Topolino (n. 1218, 1º aprile 1979)                |
| 10 | maggio 1979    | Almanacco Topolino (n. 269, maggio 1979)          |
| 11 | luglio 1979    | Gli Albi di Topolino (n. 1286, 1º luglio 1979)    |
| 12 | luglio 1979    | I Classici di Walt Disney (n. 82, 20 luglio 1979) |
| 13 | settembre 1979 | Topolino (n. 1244, 30 settembre 1979)             |
| 14 | novembre 1979  | Almanacco Topolino (n. 275, novembre 1979)        |
| 15 | dicembre 1979  | Paperino d'oro (n. 7, dicembre 1979)              |
| 16 | marzo 1980     | Topolino (n. 1270, 30 marzo 1980)                 |
| 17 | maggio 1980    | Almanacco Topolino (n. 281, maggio 1980)          |

### Seconda serie
Nel 1980 la serie venne sostituita da una seconda serie omonima (divenuta autonoma) che ricominciò da capo la numerazione con periodicità mensile per 66 numeri (da luglio 1980 a dicembre 1985), pubblicando ristampe di storie già apparse nelle collane Albi d'Oro e Almanacco Topolino e, dal 1985, anche storie inedite realizzate anche da autori italiani (Alberico Motta, Carlo Gentina, Sandro Dossi, Maurizio Amendola, Luisa Uggetti, Guido Scala, Luciano Gatto, Giorgio Bordini, Francesco Guerrini, Gianluigi Coppola, Emanuele Barison, Walter Faccini, Lucio Leoni, Negrin) e spagnoli (Miquel Pujol, César Ferioli, Marçal Abella, Julian Jordan, Pepe Ferré, Tino Santanach)
La collana subì nel corso degli anni delle modifiche di testata e di formato divenendo dal n. 43 (gennaio 1984) Super Almanacco di Paperino e dal n. 67 del (gennaio 1986) Paperino Mese - Il mensile della banda Disney, sempre proseguendo la numerazione. Con Paperino Mese vennero aggiunte alla testata anche ristampe di storie del Topolino (libretto) che col tempo sostituirono quelle dell'Almanacco Topolino ed aumentarono le storie inedite (a loro volte ristampate nei volumi successivi agli anni 2000).
Dal n. 87 (settembre 1987) adottò un formato tascabile e una foliazione maggiorata; dal n. 116 (febbraio 1990) cambiò la costina, da gialla fissa a variabile in base al colore della copertina; dal n. 168 (giugno 1994) cambiò il logo della testata.
Dal n. 171 (settembre 1994) la testata divenne Paperino - Il mensile della banda dei paperi e, dal n. 175 (gennaio 1995), semplicemente Paperino, pubblicando storie aventi per protagonisti i personaggi dell'universo narrativo di Paperopoli, storie per lo più già pubblicate su Topolino e altre testate alternate ad altre inedite. 
Dal n. 239 (maggio 2000) cambiò la grafica di copertina; dal numero 378 (gennaio 2012) cambiò lo stile grafico (utilizzato anche per Topolino e per Disney Comix).  Dal n. 467 (aprile 2019) cambiò il formato riducendo l'altezza (da 21 cm a 19,5 cm) e, al contrario, accrescendo il numero di pagine (da 166 a 196). Dato che da tempo non venivano utilizzati i formati a 4 strisce per pagina, ma quelli ormai tradizionali a 3, si erano venuti a formare degli spazi bianchi di fatto inutilizzati sia all'inizio che alla fine di ogni pagina.
La maggioranza delle copertine per Paperino Mese e Paperino sono state ideate e disegnate da Lucio De Giuseppe e da Alessio Coppola suo successore. 
Il 31 gennaio 2022 venne pubblicato il n. 500 della testata, con una copertina di Alessio Coppola che richiama il n. 500 di Topolino, con all'interno storie speciali che ripercorrono la storia del personaggio, tutte introdotte da brevi redazionali. In chiusura del volume, inoltre, vengono pubblicati omaggi di numerosi autori e redattori della Disney. Inoltre, per la prima volta nella storia di questa testata, viene pubblicata una speciale copertina variant, realizzata da Andrea Freccero.
In seguito, il n. 528 uscito il 30 maggio 2024 festeggia i 90 anni del papero, proponendo al suo interno la storia inedita Che ci vuole?, scritta da Alberto Savini e illustrata da Libero Ermetti; anche di questo numero, per la seconda volta, oltre alla copertina regular, sempre realizzata da Alessio Coppola, viene distribuita una versione variant, disegnata invece da Andrea Maccarini.
Cronologia
- Super Almanacco Paperino
- Super Almanacco di Paperino
- Paperino Mese - Il mensile della banda Disney
- Paperino - Il mensile della banda dei paperi
- Paperino